# Orden de Alfonso XII
La Orden Civil de Alfonso XII fue una orden honorífica española, cuya primera regulación se estableció por real decreto el 23 de mayo de 1902, con la finalidad de premiar los méritos contraídos en los campos de la educación, la ciencia, la cultura, la docencia y la investigación.

## Historia
Desde 1939, los miembros de la Orden podían solicitar su ingreso en la recién creada Orden de Alfonso X el Sabio.
En el real decreto 954/1988, de 2 de septiembre, se establece su refundición con su sucesora, la Orden Civil de Alfonso X el Sabio, adaptando las normas a las condiciones sociales del tiempo presente y a los principios democráticos en que se inspira el ordenamiento jurídico español.
Según el artículo 3 del real decreto la orden se componía de tres categorías: Gran Cruz, Encomienda, Caballero. Llevaban anejos respectivamente los tratamientos de Excelencia, de Ilustrísima o Señoría.

### Citas
1. ↑  «Real decreto creando una Orden civil denominada de Alfonso XII». Gaceta de Madrid (152): 953. 1 de junio de 1902. Consultado el 14 de junio de 2015.
2. ↑  «Real decreto aprobatorio del reglamento que ha de aplicarse para la concesión de la Orden civil de Alfonso XII». Gaceta de Madrid (186): 73-74. 5 de julio de 1902. Consultado el 14 de junio de 2015.
3. ↑  Decreto creando la Orden de Alfonso X el Sabio. Boletín Oficial del Estado núm. 106, de 16/04/1939, página 2134.